# Alhama de Múrcia

Vị trí của Alhama de Murcia ở Murcia.

Alhama de Murcia là một đô thị ở cộng đồng tự trị Murcia. Đô thị này có dân số 18.779 (2006) và diện tích 311,83 km².